# Gasteranthus quitensis
Gasteranthus quitensis är en tvåhjärtbladig växtart som beskrevs av George Bentham. Gasteranthus quitensis ingår i släktet Gasteranthus och familjen Gesneriaceae. Inga underarter finns listade i Catalogue of Life.